# Network Attached Storage
Network Attached Storage (zkratka NAS, česky „datové úložiště na síti“) je v informatice označení pro datové úložiště připojené k místní síti LAN. Data toho úložiště mohou být poskytována různým uživatelům. NAS nemusí mít pouze funkci souborového serveru, ale může mít i jiné specializované funkce. Například klient P2P sítě, webový server a další. Většinou obsahuje nějaký vestavěný počítač, který má za úkol sdílení dat a podporu různých protokolů.
Tato zařízení si získala popularitu od roku 2010, když začala být používána pro sdílení dat mezi několika počítači. V porovnání mezi jinými síťovými úložišti jsou NASy rychlejší, mají lehčí administraci a snadnější nastavení.
NAS obsahuje jeden nebo více pevných disků, které se mohou slučovat do větších datových struktur nebo mohou vytvořit RAID pole. Levnější zařízení podporují hlavně RAID 0 a 1. Přístup k datům je většinou pomocí protokolů NFS, SMB/CIFS nebo AFP. NAS je zkrátka jedno velké úložiště

## Historie
V roce 1980 firma Newcastle Connection vedená Brianem Radnellem a jeho kolegy představila a demonstrovala v Newcastle Univerzity vzdálený přístup k datům přes několik počítačů používající UNIX. Serverový operační systém Novell NetWare a NCP protokol byly vytvořeny až v roce 1983. Stejně s tím vytvořila firma Sun Microsystems v roce 1984 systém NFS, který dovoloval jejím síťovým klientům sdílet jejich data po síti. Firmy 3Com, IBM a Microsoft vytvořily protokol LAN Manager. 3Com 3Server a 3+Share software vytvořili první vestavěný server pro open system servery. Tento server obsahoval potřebný software, hardware a podporu několika disků.
Od této doby začala, díky dobré odezvě zákazníků, vytvářet celá řada firem svoje zařízení. Zatímco 3Com byla první firma, která vytvořila vestavěný NAS pro osobní počítače, tak Auspex System byli první, kdo vytvořil vestavěný NFS server pro použití v UNIX marketu. Skupina Auspex inženýrů se spojila, aby vytvořila v roce 1990 integrovaný NetApp filter, který měl podporovat jak Windowsovský CIFS a UNIXovský NFS protokol. Měl by být taky lehce nasaditelný a měl obsahovat jednoduchou administraci. Toto odstartovalo výrobu opravdových NAS, které známe dnes.

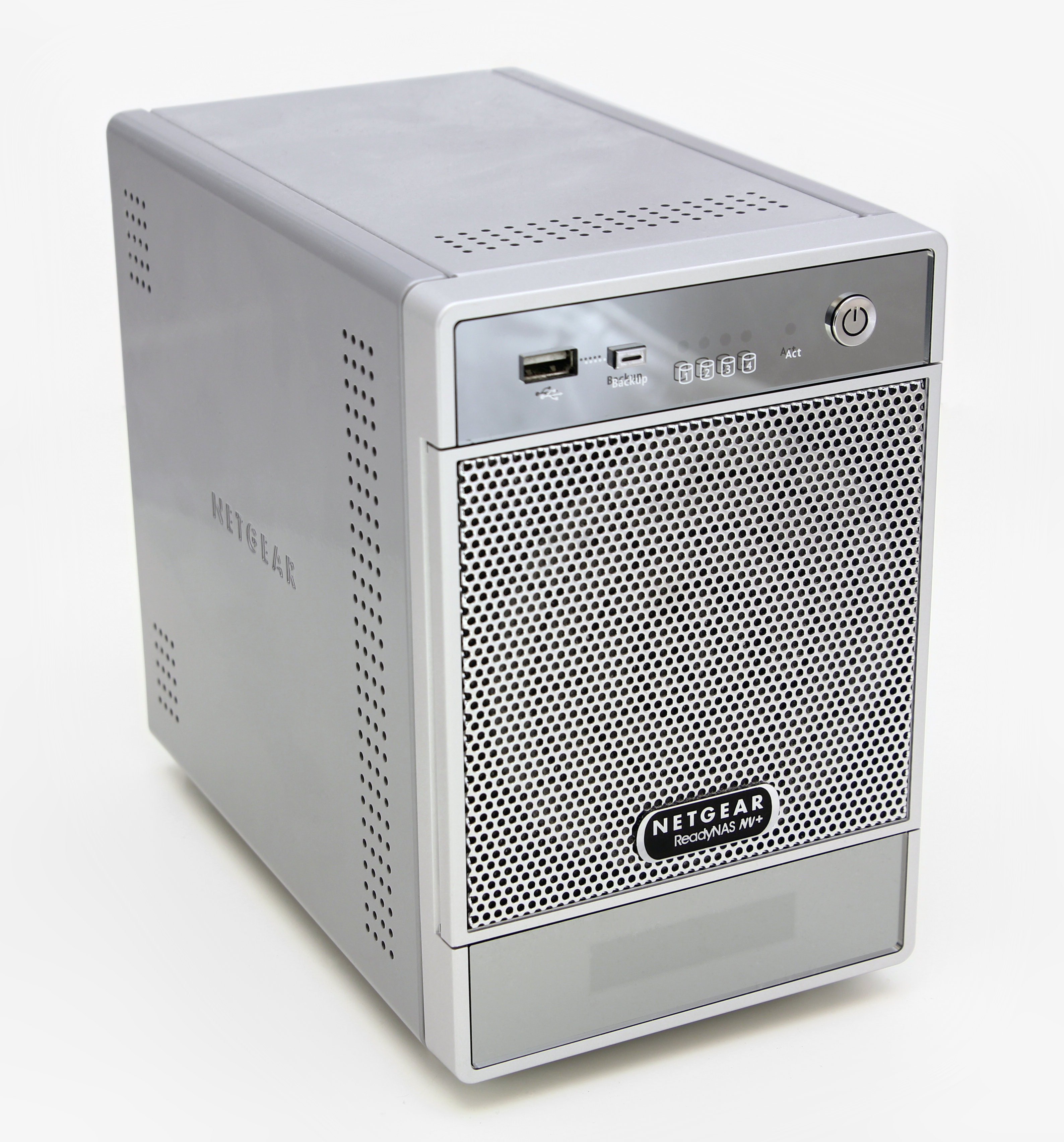
Netgear NAS.

V roce 2009 začali výrobci NAS (hlavně CTERA Networks and NETGEAR) představovat možnosti online zálohy dat. Tato funkce byla přímo integrovaná v zařízeních a měla podporovat přímo obnovení zálohy online.

## Použití
NAS může být využíván i více způsoby, než jenom jako centrální jednotka, která poskytuje různým uživatelům data. Může být použit také jako levný a jednoduchý pro load-balancing (server rozvažující zátěž), jednoduchý email nebo web server poskytující úložiště. Největší využití nacházejí NAS tam, kde uživatel potřebuje uložit velké množství multimediálních dat. V dnešní době je NAS levnější než rackový server, takže se menším firmám vyplatí používat NAS kvůli ceně, ale například i kvůli velikosti. Cena se liší hlavně v tom, kolik NAS podporuje připojených disků, jaké RAID podporuje a jestli obsahuje nějaké další připojení (například FireWire).

## Open source implementace
Mezi NASové distribuce Linuxu a FreeBSD patří FreeNAS, CryptoNAS, NASLite, Gluster, Openfiler, OpenMediaVault a TurnKey souborový server postavený na základu Ubuntu. Všechny distribuce jsou vytvořeny tak, aby se pomocí nich dal NAS snadno nastavit a většina z nich používá k nastavení webový prohlížeč.
Mohou být spuštěny z virtuálních zařízení, LiveCD, jako bootovatelný flashdisk nebo přímo z připojeného disku. Podporují protokol Samba (SMB démon), protokol NFS (NFS démon) a protokol FTP (FTP démon), které jsou v těchto distribucích volně dostupné.
Například NexantaStor, postavený na Nexanta Core Platform, je podobný těmto open source systémům, ale vyžaduje mnohem více paměti než ostatní. Zato vám poskytne mnohem více funkcí jako je zachycování obrazu disku (tzv. snapshot), zrcadlení, počítání kontrolních součtů atd.

## Clusterovaný NAS
Clusterovaný NAS využívá distribuovaného operačního systému, který běží současně na několika serverech. Hlavní rozdíl mezi normálním a clusterovaným NASem je schopnost distribuce dat a metadat mezi jednotlivými uzly, na které jsou zařízení připojené. To znamená, že jednotlivé NASy mohou poskytovat data jiných NAS, se kterými jsou spojeny.

## PCIe karty
Jednoduše řečeno, karty PCIe se dávají do slotů pro PCIe určené v zařízení NAS s cílem zvýšení funkčnosti nebo přidání aplikace. PCIe karty se hodí pro budoucí vylepšování NAS.

## Výrobci
- Synology
- QNAP
- NETGEAR
- ASUSTOR
- Western Digital
- Zyxel

## Seznam protokolů používaných na NAS
- CIFS
- NFS
- FTP
- SFTP
- HTTP
- UPnP
- Apple Filing Protocol (AFP)
- rsync
- Andrew file system (AFS)